# Andrej Jakubiecki
Andrej Jakubiecki, biał. Андрэй Якубецкі (ur. 5 października 1892 r. we wsi Suchmiani k. Grodna, zm. po 1945 r.) – białoruski wojskowy (major) i działacz kulturalno-oświatowy
Uczęszczał do szkoły powszechnej, a następnie instytutu pedagogicznego w Świsłoczy, który ukończył w 1912 r. Brał udział w I wojnie światowej. W 1915 r. ukończył aleksandryjską szkołę wojskową w Moskwie. W 1918 r. powrócił do Grodna, gdzie podjął służbę wojskową, a następnie cywilną dla rządu Białoruskiej Republiki Ludowej. Został przewodniczącym Białoruskiej Rady Ludowej w Grodnie. Od października 1919 r. działał w Białoruskiej Komisji Wojskowej w Mińsku. W listopadzie 1920 r. wziął udział w powstaniu słuckim przeciwko bolszewikom, po czym został internowany w Polsce. W 1921 r. był aresztowany przez polskie władze i osadzony w więzieniu. Po wyjściu na wolność w 1922 r. został wydalony na Litwę. Zamieszkał na Łotwie, gdzie uczył w gimnazjum białoruskim w Dzwińsku i białoruskich szkołach powszechnych. Działał w Kulturalno-Oświatowym Towarzystwie „Бацькаўшчына”, za co został aresztowany i sądzony w kwietniu 1925 r. Podczas II wojny światowej podjął współpracę z Niemcami. Pracował w administracji okupacyjnej. Jego losy po zakończeniu wojny są nieznane.